# الغنادرة (الغنادرة)
الغنادرة هي إحدى مشيخات المملكة المغربية، تتبع جغرافيا لإقليم سيدي بنور وإداريًا لالغنادرة. يقدر عدد سكانها بـ 10479 نسمة حسب الإحصاء الرسمي للسكان والسكنى لسنة 2004.